# Mauragesetz
Das Mauragesetz (spanisch Ley Maura) legte das Fundament für die Kommunalverwaltung der Philippinen. Es ist nach seinem Autor, Antonio Maura, dem damaligen spanischen Minister für Kolonialangelegenheiten, benannt. Es wurde am 19. Mai 1893 verkündet und trat 1895 in Kraft. Die Präambel des Gesetzes besagt, dass das Mauragesetz dazu dienen soll "... den Eingeboren für die Zukunft, wenn immer es möglich ist, das für den Anbau nötige Land in Übereinstimmung mit den traditionellen Bräuchen zuzusichern."  Artikel 4 sieht jedoch vor, dass "... Besitzansprüche auf alle landwirtschaftlich nutzbare Ländereien, die unter dem königlichen Dekret ... von 1880 zur Angleichung berechtigt sind, die aber innerhalb der Frist zur Verkündigung des Dekrets nicht geltend gemacht wurden ... dem Staat zufallen. Jeglicher Anspruch auf diese Ländereien von denjenigen die zwar eine Angleichung beantragt haben, diese aber nicht innerhalb der oben genannten Frist vollendet haben, wird ihnen in keiner Weise und zu keiner Zeit zuteil werden".
Diejenigen, die offene Ansprüche auf Eigentumsrechte hatten, bekamen ein Jahr Zeit, um entsprechende Nachweise zu beschaffen. Es gab keine Verlängerung der Frist, und alle Eigentumsansprüche die nach dem 17. April 1895 eingingen, wurden als wirkungslos und nichtig betrachtet.
Das Mauragesetz führte die tribunales, municipales und juntas provinciales ein, und diese durch das Mauragesetz geschaffene Grundlage wurde später durch die Amerikanische und Philippinische Regierung als Rechtsnachfolger der spanischen Kolonialgesetze angenommen, überarbeitet und erweitert.

## Entwicklung
Eine Proklamation des früheren philippinischen Präsidenten Macapagal verlegte das Datum der Unabhängigkeit vom 4. Juli 1946, der Erklärung der philippinischen Unabhängigkeit durch die USA, auf den 12. Juni 1898, der Erklärung der Unabhängigkeit von der spanischen Kolonialmacht durch die Revolutionsarmee Emilio Aguinaldos. Nu’ain Bin Abdulhaqq, ein Funktionär der Moro Islamischen Befreiungsfront (MILF), leitet daraus ab, dass die Philippinen durch diese Proklamation auf das territoriale Gebiet des Mauragesetzes von 1893 reduziert wurden, das nur Luzon und die Visayaas als "Las Islas Filipinas" umfasste. Darin seien die unabhängigen Gebiete des Bangsamoro-Volkes ausgenommen, was eine Begründung für den Unabhängigkeitsanspruch der Moros darstelle.